# Heinrich J. Völk
Heinrich J. „Heinz“ Völk (* 12. Dezember 1936 in Donauwörth) ist ein deutscher Astrophysiker und Plasmaphysiker.

## Leben
Völk studierte Physik an der Ludwig-Maximilians-Universität München und der FU Berlin mit dem Diplom 1961 in München und der Promotion am Institut für Plasmaphysik in Garching 1965. Als Post-Doktorand war er am Massachusetts Institute of Technology, wo er 1966 Assistant Professor wurde. Ab 1967 war er am Max-Planck-Institut für Extraterrestrische Physik und ab 1975 Direktor am Max-Planck-Institut für Kernphysik in Heidelberg. Ab 1976 war er außerdem Honorarprofessor an der Universität Heidelberg. Im Jahr 2005 wurde er emeritiert.
Er befasste sich unter anderem mit den Erzeugungsmechanismen hochenergetischer kosmischer Strahlung. Er war Ko-Sprecher des HEGRA-Experiments und leitender Wissenschaftler im H.E.S.S.-Experiment in Namibia. Außerdem war er am ISOPHOT-Experiment beteiligt, war einer der leitenden Wissenschaftler an einem Elektronenstrahlexperiments auf einem GEOS-Satelliten und an der Giotto-Mission beteiligt.
1982 war er Distinguished Visiting Professor am Enrico Fermi Institute der Universität Chicago. Er ist ordentliches Mitglied der Academia Europaea.
2010 erhielt er mit dem HESS-Team den Bruno-Rossi-Preis.